# Giorgio De Giorgis
Giorgio De Giorgis (Genova, 13 ottobre 1957) è un ex calciatore, procuratore sportivo e dirigente sportivo italiano.

## Carriera

### Giocatore
Cresciuto nelle giovanili della Sampdoria, esordisce in Serie A a 17 anni il 3 novembre 1974 nella sfida interna contro la Juventus vinta per 3-1 dai bianconeri, realizzando il gol del provvisorio vantaggio dei genovesi. Nelle successive tre stagioni non riesce a confermarsi non riuscendo ad imporsi da titolare fisso (29 presenze in tre stagioni) e riuscendo ad andare in rete in una sola altra occasione.
Nell'estate 1977, dopo la retrocessione dei liguri in Serie B, viene ceduto in prestito alla Cremonese neopromossa fra i cadetti, ma le sue 7 reti in 26 incontri non evitano l'immediata retrocessione dei lombardi. Torna quindi alla Sampdoria, dove disputa due stagioni da titolare in Serie B, per poi ritornare in Serie A passando nell'estate 1980 al Catanzaro.
In Calabria disputa un campionato da titolare, chiudenda con un ottavo posto, andando a segno tre volte. Passa quindi all'Udinese ma anche in Friuli segna molto raramente (tre sole reti in 2 stagioni e 37 incontri disputati).
Nel 1983 torna in B con la neopromossa Triestina dove, in coppia con Franco De Falco nella stagione 1983-1984 riesce a trovare come mai in carriera la via della rete, andando a segno in 11 occasioni, mentre l'annata successiva le reti realizzate sono 5. Si trasferisce quindi in Brescia sempre in B, dove al primo tentativo centra la promozione in massima serie, pur con due sole reti all'attivo in 25 incontri. Resta coi lombardi anche nella stagione 1986-1987, ma disputando soli 12 incontri di cui solo 3 da inizio gara, senza andare a segno. Dopo questa stagione abbandona il calcio ad alto livello.
In carriera ha totalizzato complessivamente 100 presenze e 5 reti in Serie A e 178 presenze e 32 reti in Serie B.

### Procuratore e dirigente
Cessata l'attività agonistica ha intrapreso quella di procuratore, assistendo calciatori quali Olivier Dacourt, Tomáš Ujfaluši, e Roberto Mancini.
Nell’estate del 2019 diventa direttore sportivo del Chievo venendo affiancato dall’ex bandiera del club Sergio Pellissier fino alla mancata ammissione alla Serie B di due anni più tardi.

## Palmarès

### Club

#### Competizioni giovanili
- Torneo di Viareggio: 1

Sampdoria: 1977